# Bad Liebenwerda
Bad Liebenwerda település Németországban, azon belül Brandenburgban. Lakosainak száma 9253 fő (2023. december 31.). Bad Liebenwerda Elsterwerda és Röderland községekkel határos.

## Fekvése
Lipcsétől északkeletre, Cottbustól délnyugatra fekvő település.

## Története
A város jelképe a Lubwartturm torony, amely egy régi vizivár maradványa. Az egykori vár körül a 16. században épült szép lakóházak egy 1733-as nagy tűzvész martalékai lettek. A városrészt később módosított formában újjáépítették. A vár fennmaradt részében pedig Helytörténeti múzeumot rendeztek be.
14.-15. századból való gótikus, háromhajós Szent Miklós templomát (St. Nicolai Pfarrkirche) 1513 után helyreállították. A mostani egyhajós; nyugati tornya 1898-ból való.
Az erdőségekkel körülvett városnak gyönyörű parkja, valamint vasas iszapfürdője is van, ezért sokan keresik fel gyógyüdülés céljából.

## Nevezetességei
- Szent Miklós-templom
- Lubwartturm-torony
- Helytörténeti Múzeum

## Galéria

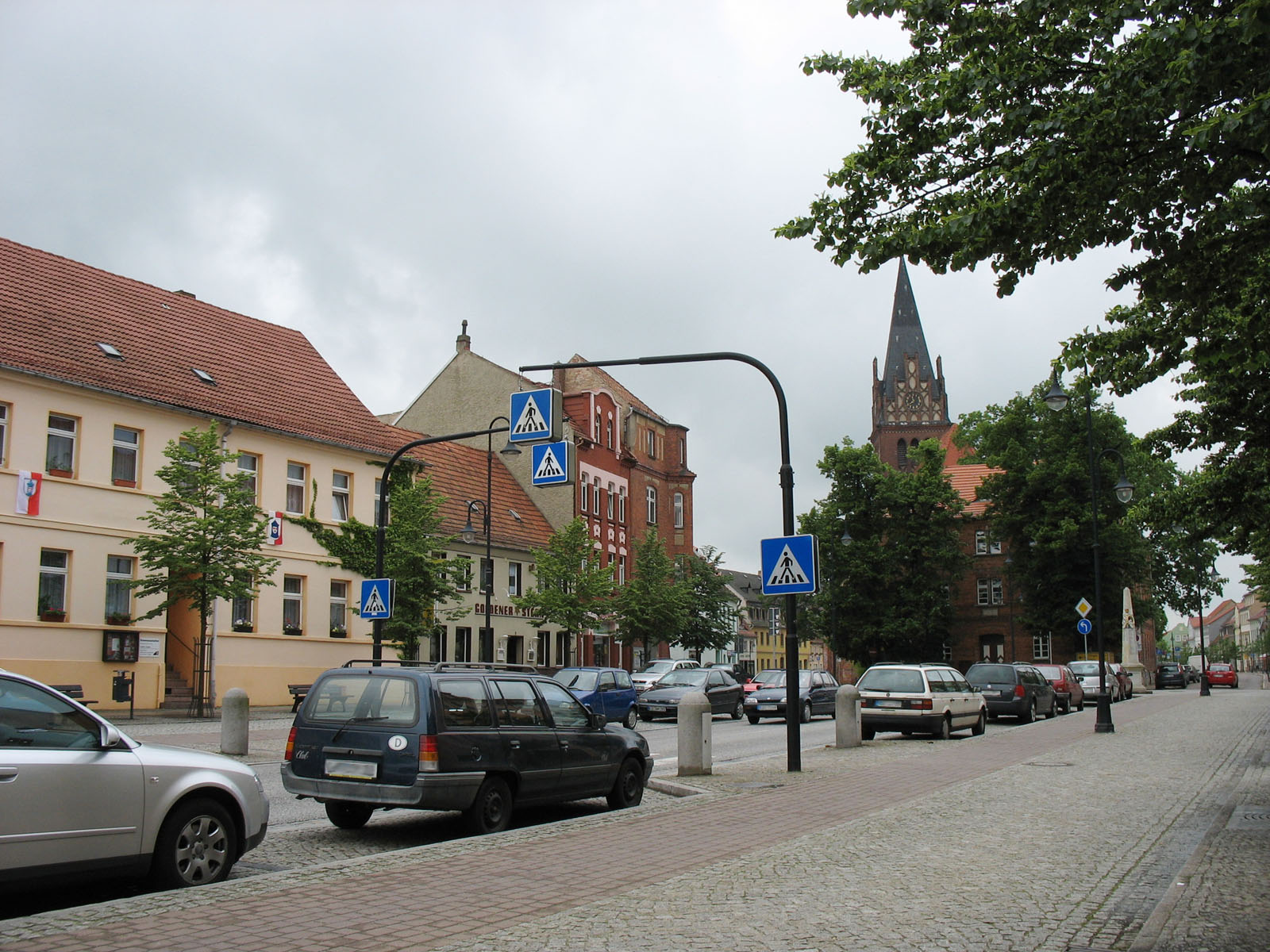
Bad Liebenwerda
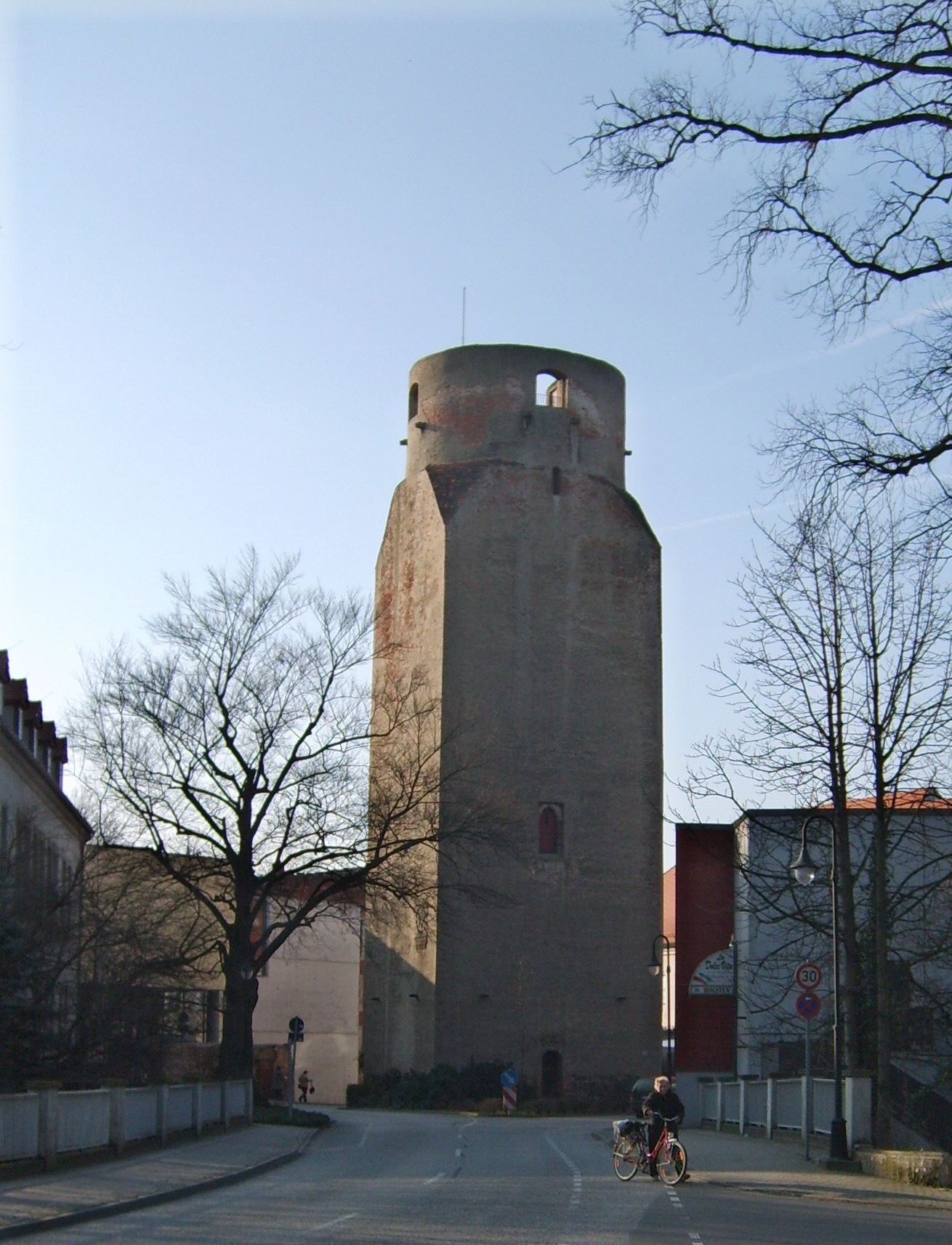
Lubwartturm, a városcímerben is ábrázolt torony
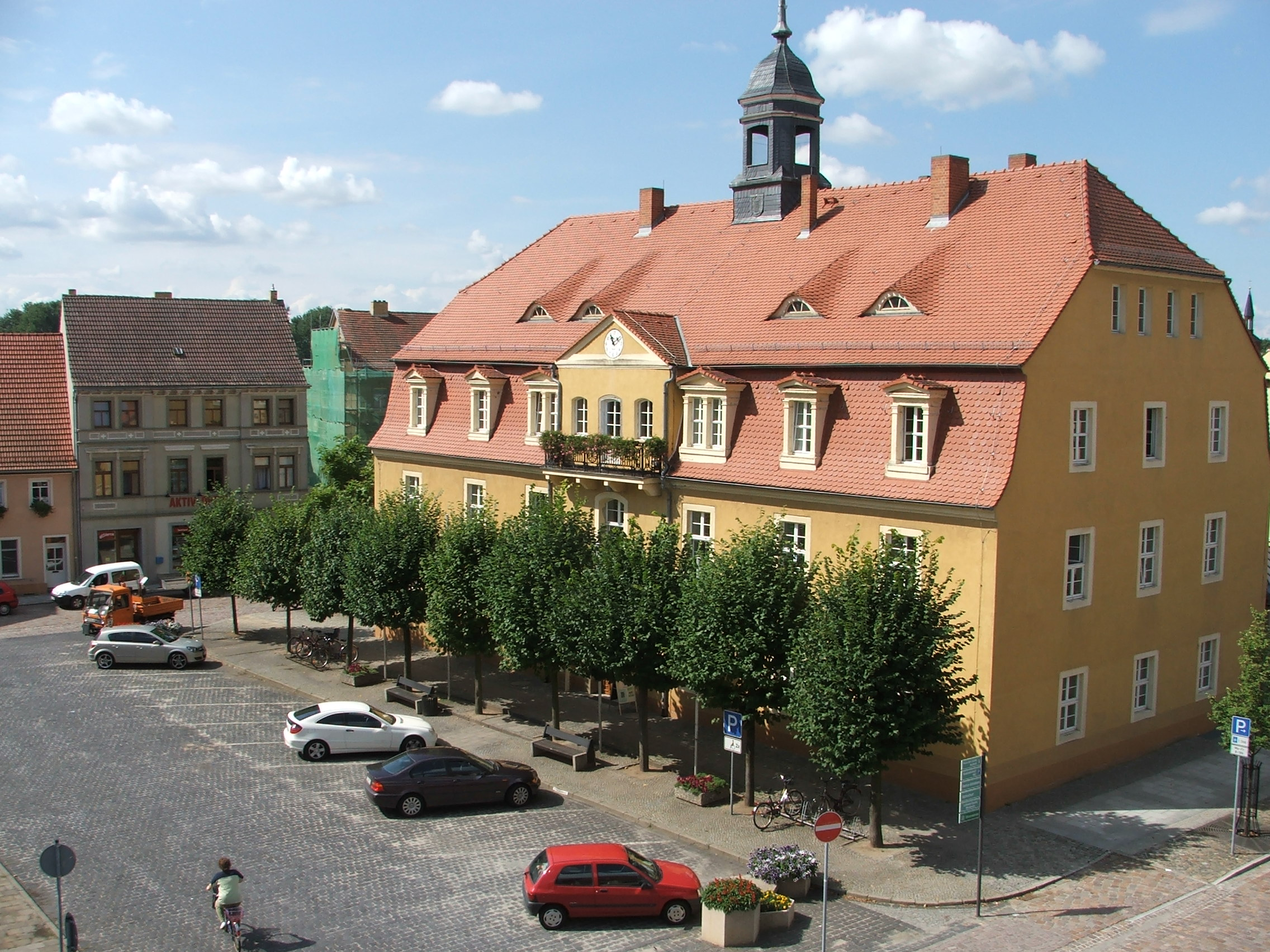
A városháza
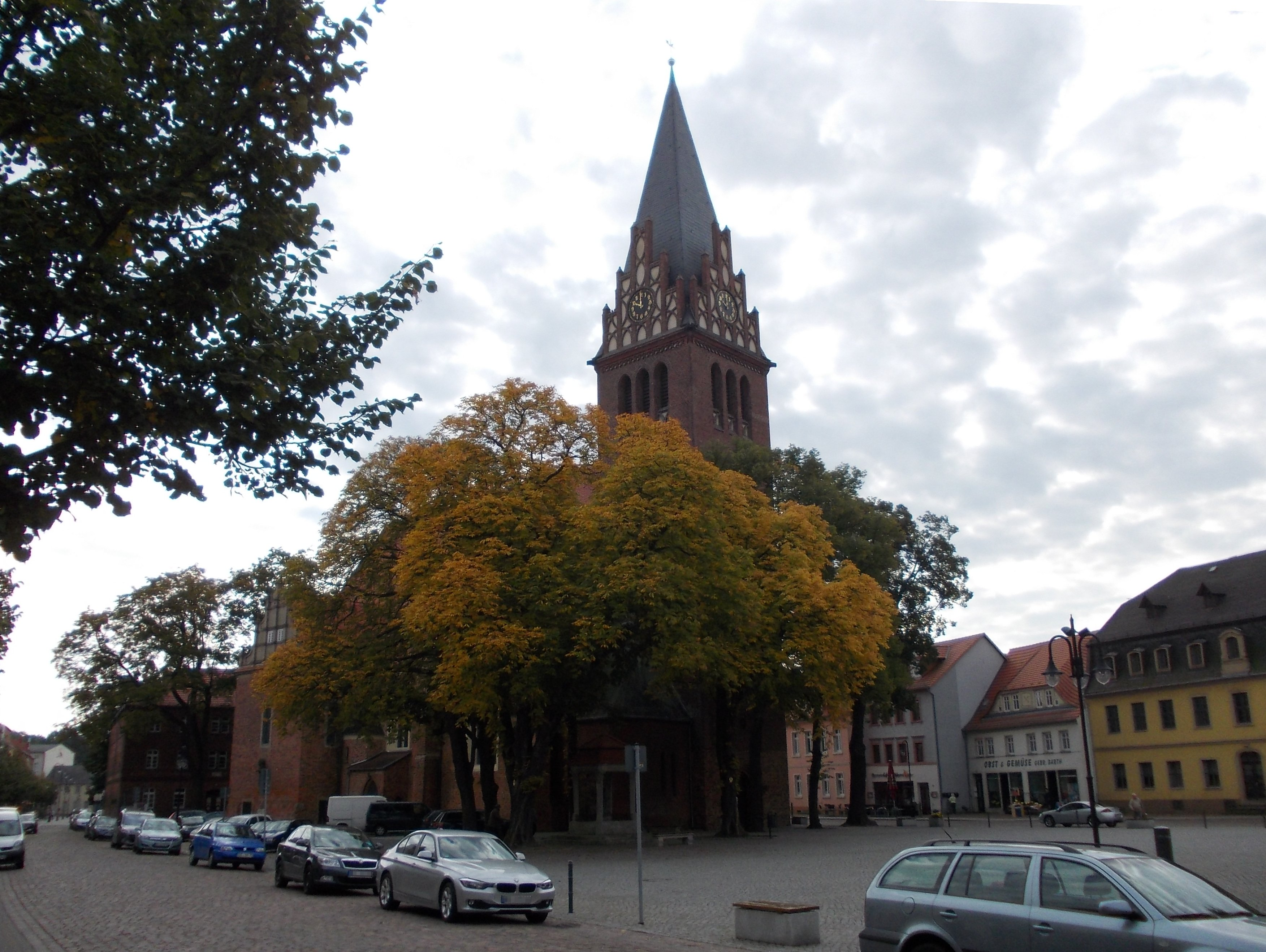
Szt. Miklós-templom
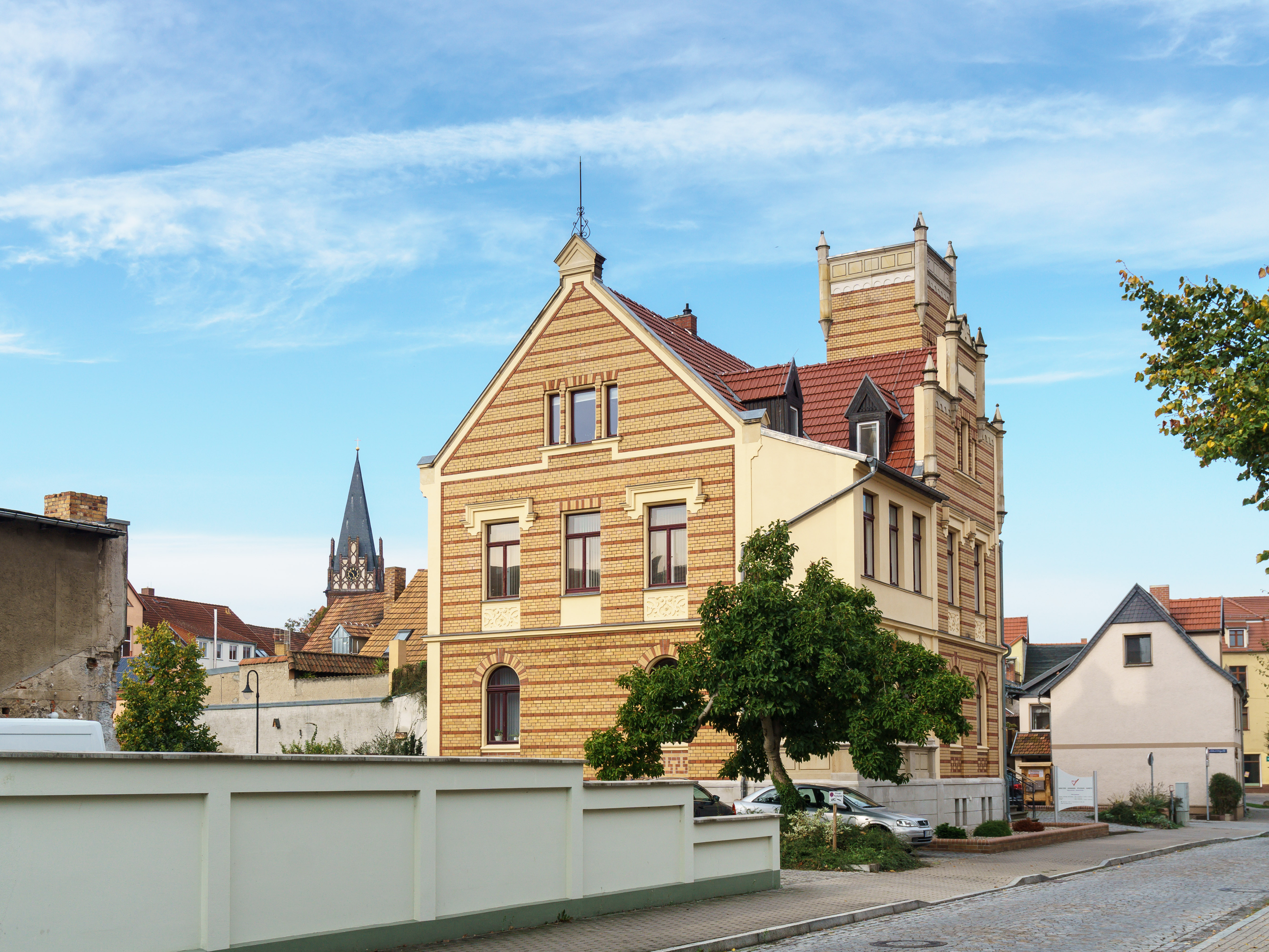
Ida Villa
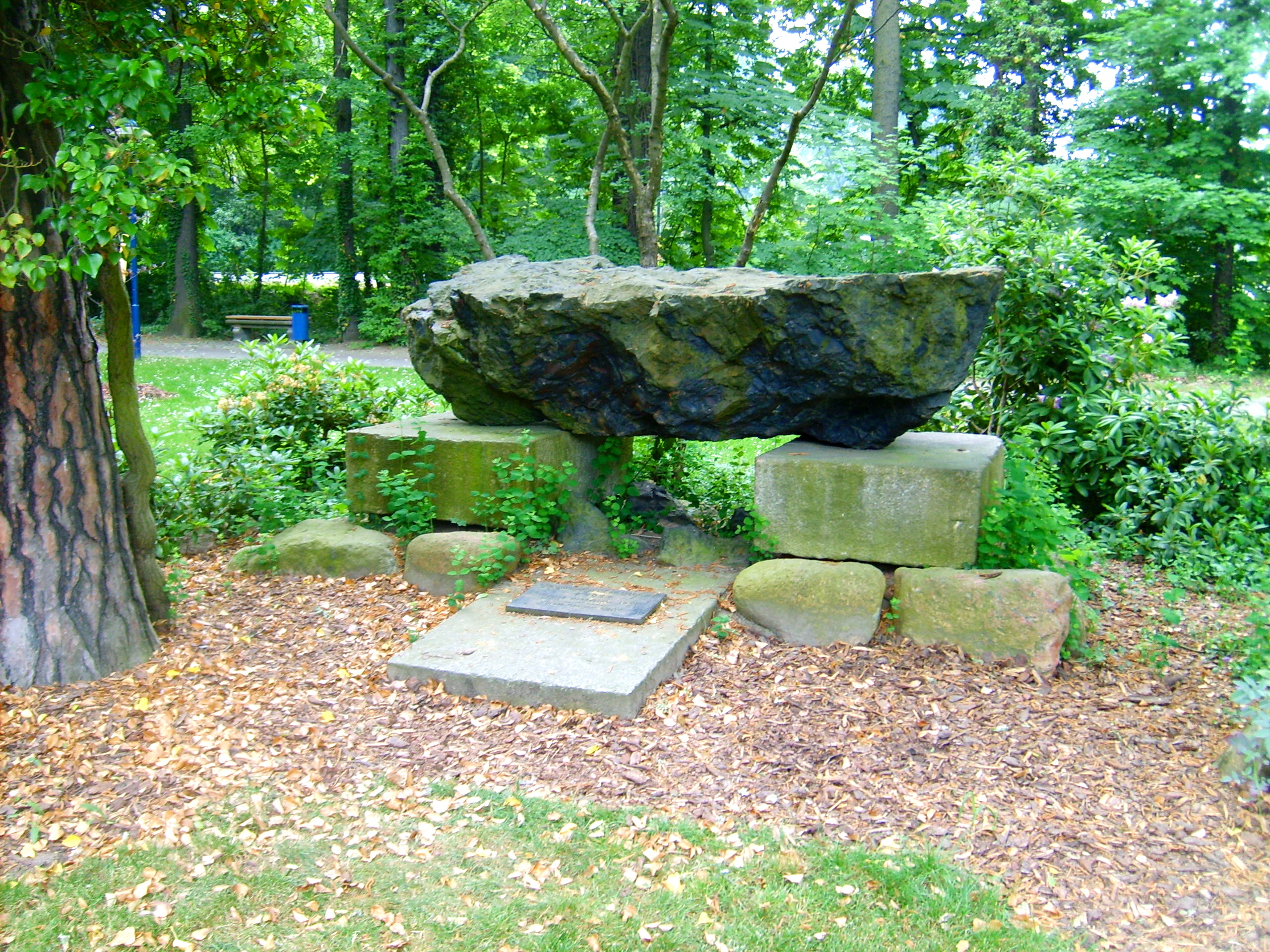
Részlet a város parkjából

## Népesség
A település népességének változása:
| Lakosok száma | 9305 | 9282 | 9188 | 9242 | 9284 | 9253 |
|               | 2015 | 2017 | 2019 | 2021 | 2022 | 2023 |